# クリストフ・ヘンケル
クリストフ・ヘンケル（ドイツ語: Christoph Henckel, 1946年9月26日 - ）は、ドイツのチェロ奏者。
マールブルク出身。6歳からチェロを始め、1959年から1966年までハイデルベルク音楽院で、ゲオルク・ウルリヒ・フォン・ビューローにチェロを学んだ。1967年からアメリカのジェイコブズ音楽院に留学してヤーノシュ・シュタルケルの薫陶を受け、1971年から翌年までシュタルケルの助手を務めた。1973年には帰国してフライブルク音楽大学の教授となり、1974年まで北ドイツ放送交響楽団、1974年から1976年までフランクフルト放送交響楽団のそれぞれで首席奏者を務めた。